# Адигейці
Адигейці або адиги (самоназва адиге, адиг. адыгэ, кӏахэ) — народ адизької групи, проживає в Адигеї, півдні Краснодарського краю, а також в Туреччині та інших країнах Близького Сходу, США. Мови — російська й адигейська.
За радянських часів адигів в Адигеї стали іменувати «адигейцями», а поняття «черкеси» (що до початку XX століття включало усі адигейські субетноси) залишилося тільки за адигами Карачаєво-Черкесії.
Наразі адигейці КЧР — це, головним чином, черкеси, включно з бесленеєвцями, в Адигеї й Краснодарському краї — абадзехи, бжедуги, теміргоєвці, шапсуги, у КБР — кабардинці.

## Походження
Предки адигів — племена ксркетів, зихів, меотів та ін. відомі ще з античних часів. На початку 19 ст. у східних племен адигів (хатукаївців, бесленеївців, бжедугів) був, як і у споріднених з ними кабардинців, ієрархічний феодальний лад; західні племена (натухайці, шапсуги, абаздехи) князів не мали, тут переважали вільні селяни-общинники. В адигів існували родові традиції. За релігійними поглядами віруючі адиги — мусульмани. Старе житло — мазана плетена сакля. Одяг подібний до кабардинського. Наука, література, народна освіта рідною мовою розвинулись в 20 столітті. Основна частина адигів — землероби, скотарі, садівники; працюють також на промислових підприємствах.

## Адизькі (черкеські) субетноси
- Абадзехи
- Бесленеївці
- Бжедуги
- Кабардинці
- Убихи
- Темирогоївці
- Єгерукаївці
- Хатукайці
- Махоши
- Шапсуги
- Жанеівці
- Натухайці
- Хакучі

З них, унаслідок кавказької війни зникли: хакучі, махоши, хатукайці, «жанеівці», порівняно недавно, убихи.

## Виникнення і значення терміна
У переписі населення СРСР 1926 року був використаний етнолінгвістичних критерій. Усі кабардинці (в Кабарді, нинішній Карачаєво-Черкесії та Адигеї) записувалися кабардинцями, а решта черкеські груп на Кавказі - черкесами.
У переписом 1939 р вже намітився перехід до територіального критерія. Кабардинцями переписується тільки населення Кабарди, тоді як черкеське населення решти Кавказу (включаючи етнічних кабардинців, що живуть не на території Кабардино-Балкарської АРСР) переписується адигейцями. Це перша поява етноніму черкесів у вигляді «адигейці». Важливо відзначити, що в переписі 1939 року під словом «адигейці» малися на увазі значно ширша частина черкеського етносу ніж за наступним переписами.
Наприклад, за переписом 2010 року адигейці розселені в такий спосіб: в Адигеї - 109,7 тис .; Краснодарському краї - 13,8 тис., Москві - 0,6 тис., Кабардино-Балкарії - 0,6 тис. (2010 р).